# 六崎
六崎（むつさき）は、千葉県佐倉市の大字。郵便番号285-0812。

## 地理
北は表町、北東は高岡、東は石川、南東は城、南は石川、南西は太田、西は大崎台、北西は寺崎北に隣接している。
昔からある所

## 世帯数と人口
2017年（平成29年）10月31日現在の世帯数と人口は以下の通りである。
| 大字 | 世帯数    | 人口    |
| ---- | --------- | ------- |
| 六崎 | 1,339世帯 | 2,752人 |

## 小・中学校の学区
市立小・中学校に通う場合、学区は以下の通りとなる。
| 番地 | 小学校                                                   | 中学校                                                   |
| ---- | -------------------------------------------------------- | -------------------------------------------------------- |
| 一部 | 佐倉市立佐倉小学校 佐倉市立根郷小学校 佐倉市立寺崎小学校 | 佐倉市立佐倉中学校 佐倉市立南部中学校 佐倉市立根郷中学校 |

## 施設
- フジクラ佐倉事業所
- 六崎青年館
- 根郷ふれあい会館
- 弁天神社
- 浅間神社
- 貴舟神社
- 妙見神社
- 鏡宝寺
- 普門院
- 井戸作東公園
- 井戸作西公園
- 落井街区公園

## 交通

### 鉄道
- 総武本線
  - 佐倉駅

### 道路
- 主要地方道
  - 千葉県道65号佐倉印西線